# Haliluo
Haliluo (kinesiska: 哈里洛乡, 哈里洛) var  en socken i Kina. Den ligger i provinsen Sichuan, i den sydvästra delen av landet, omkring 360 kilometer söder om provinshuvudstaden Chengdu.
Den 12 januari 2021 blev den en del av den nybildade köpingen Xiluo zhèn.